# Прапор Новопавлівки (Врадіївська селищна громада)
Прапор Нововасилівки — офіційний символ села Новопавлівка, Первомайського району Миколаївської області, затверджений 29 липня 2005 року рішенням сесії сільської ради.
Автор — А. Гречило.

## Опис
Квадратне біле полотнище, на якому синя чаша, з якої б'ють сині струмені води, з верхніх кутів прапора до середини верхньої третини йде зелений клин, на якому жовтий рівносторонній хрест.

## Значення символів
Синя чаша та струмені води символізують місцеві артезіанські колодязі й багаті джерела. Зелений колір вказує на Новопавлівське лісництво та навколишні ліси. Хрест означає розташування у селі одного з найстаріших у районі храмів.